# Mark Gonzales
Ta članek opisuje rolkarja, za nogometaša glej Mark Gonzales (nogometaš)
Mark Gonzales, ameriški poklicni rolkar, * 1. junij 1969.
Znan tudi pod vzdevkom The Gonz je Gonzales eden izmed pionirjev uličnega rolkanja. Na svetovno rolkarsko sceno je stopil s petnajstimi leti, leta 1985 je postal prvi rolkar, ki je dobil svoj model rolke, bil pa je tudi prvi, ki je rolkal switch.
Leta 1986 je Gonzales preskočil zelo dologo vrzel na Embarcaderu v San Franciscu. Ta skok je postal tako znan, da je ta vrzel postala znana kot "The Gonz gap", Embarcadero pa je postal med rolkarji izredno priljubljen. Isto leto sta Gonzales in Natas Kaupas skupaj začela rolkati ograje čez stopnice.
Leta 1990 je pod okriljem World Industries ustanovil podjetje Blind, ki je naslednje leto izdalo enega najvplivnejših rolkarskih videov Video Days.
Gonzalez je zelo dejaven tudi kot umetnik, njegova dela med drugimi zbirata tudi Donald Trump in P Diddy, izdal pa je tudi knjigo Broken Poems. Nastopil je tudi v nekaj filmih, med drugimi tudi v kultnem filmu Harmony Korine Gummo, v katerm se spopade s stolom.
Mark se je leta 1999 poročil s Loren.
Leta 2006 je prejel Legend Award revije Transworld Skateboarding, naslednje leto pa je izdal film Gnar Gnar, ki je bil v celoti posnet s staro VHS kamero in je bil izdan na VHS kasetah v samo 1000 kopijah.
| - Krooked (??? - ) - Adidas (??? - ) - Spitfire (??? - ) - Independent (??? - ) - Fourstar (??? - ) - CCS (??? - ???) - Real (??? - ???) - Blind (1990]] - ???) - Vision (??? - 1990) - Alva (??? - ???) | - Gnar gnar (2007) - Krooked Kronichles (Krooked, 2006) - Super Champion Fun Zone (Fourstar, 2005) - Rocket Science (Thrasher, 2004) - Real to Reel (Real, 2001) - Kicked Out Of Everywhere (Real, 1999) - SkateNation (Friends Productions, 1999) - World Wide Distribution (Deluxe, 1998) - Non-Fiction (Real, 1997) - Jim's Ramp Jam (Deluxe, 1996) - The Truth Hurts (Thrasher, 1993) - Video Days (Blind, 1991) - All Pro Mini Ramp Jam Hawaiian Style (1990) - Ohio Skateout (NSI Video, 1988) - Psycho Skate (Unreel Productions, 1988) - Savannah Slamma (Thrasher, 1988) - NSA 86' Vol. 4 (Unreel Productions, 1986) - Sure-Grip Beach Style (Unreel Productions, 1985) |